# Janggun-myeon
Janggun-myeon (koreanska: 장군면) är en socken i staden Sejong, Sydkorea. Den ligger 115 km söder om huvudstaden Seoul.